# Syndrome de Caplan-Colinet
Le syndrome de Caplan-Colinet est caractérisé par l'association d'une polyarthrite rhumatoïde venant compliquer une silicose de type fibrogène. Les deux affections, associées, faisant suite à l'inhalation de particules de silice cristalline, surtout le quartz ou le charbon.

## Historique
Le rhumatologue belge Émile Colinet a décrit le premier en 1950 le cas d'une patiente ayant développé un tableau de polyarthrite rhumatoïde dans les suites d’une exposition à la silice. Puis en 1953, Anthony Caplan, médecin gallois, a rapporté dans la revue Thorax une série de plus d'une cinquantaine de patients atteints de pneumoconiose, notamment de silicose, associée à un tableau de polyarthrite rhumatoïde. Il publie ensuite une étude cas-témoins dans le British Medical Journal pour démontrer un lien entre l'exposition aux poussières minérales et la survenue d'une polyarthrite rhumatoïde. Le syndrome est principalement décrit chez les mineurs de charbon. 

## Clinique
Le syndrome de Caplan-Colinet est une complication de la silicose. Il se traduit par le développement dans les poumons de nodules, opaques sur des radiographies et autres imageries médicales. Ces nodules de 0,5 à 5 cm de diamètre, sont bien limitées et associées à des images de silicose. Ce syndrome pulmonaire par accumulation de corps étrangers provoque une réponse immunitaire accrue avec hyperactivité des cellules immunitaires face à l'agression mécanique des silices, génératrice de la polyarthrite rhumatoïde. Il y a alors une teneur élevée en anticorps circulants comme le facteur rhumatoïde ou une hypogammaglobulinémie polyclonale, facteurs favorisant, déclenchant ou entretenant une polyarthrite rhumatoïde. Le traitement est celui de la polyarthrite rhumatoïde.

## Maladie professionnelle
En droit français, le syndrome Caplan-Colinet, est une maladie professionnelle indemnisable constituant le tableau n° 25 du régime général (décret n° 97-454) et le tableau n° 22 du régime agricole (décret n° 98-483). En effet le risque de souffrir de polyarthrite rhumatoïde chez les personnes professionnellement exposées à la silice est en 2012 estimé être 4,5 fois plus important que chez les personnes non exposées.

## Dénominations
En langue française il est commun de parler de syndrome de Caplan-Colinet, alors qu'en anglais et dans les autres langues européennes l'usage a consacré le terme de syndrome de Caplan,.
Le terme de pneumoconiose rhumatoïde est un synonyme, celui de silicoarthrite est désuet.